# Jacques W. Benoît
Pour les articles homonymes, voir Jacques Benoît et Benoît.
Jacques W. Benoît (7 septembre 1948 - 20 avril 2005 au Canada) est un scénariste et réalisateur québécois.

## Filmographie

### comme scénariste
- 1972 : La Maudite galette
- 1973 : Réjeanne Padovani
- 1975 : Gina
- 1980 : L'Affaire Coffin
- 1982 : La Phonie furieuse

### comme réalisateur
- 1987 : Le Diable à quatre
- 1989 : Comment faire l'amour avec un nègre sans se fatiguer.